# Pachodynerus laplatae
Pachodynerus laplatae är en stekelart som först beskrevs av Henri Saussure 1870.  Pachodynerus laplatae ingår i släktet Pachodynerus och familjen Eumenidae. Inga underarter finns listade i Catalogue of Life.